# 勝幡駅
勝幡駅（しょばたえき）は、愛知県愛西市勝幡町にある、名鉄津島線の駅である。駅番号はTB05。
全ての旅客列車が停車する。

## 歴史
- 1914年（大正3年）1月23日 - 開業する。
- 1925年（大正14年）1月 - 初代駅舎が竣工する[1]
- 1983年（昭和58年）9月28日 - 跨線橋の供用を開始する[1][2]。
- 2001年（平成13年）10月1日 - 特急停車駅となる。
- 2005年（平成17年）7月14日 - 無人化[3]。トランパスおよび駅集中管理システムを導入[4]。
- 2008年（平成20年）
  - 6月29日 - 特急が廃止される。
  - 12月27日 - ダイヤ改正により特急が復活し、再び特急停車駅となる。
- 2011年（平成23年）2月11日 - ICカード乗車券「manaca」のサービス開始に伴い、当駅でも供用を開始する。
- 2012年（平成24年）2月29日 - 「トランパス」のサービス終了に伴い、当駅でも供用を終了する。
- 2014年（平成26年）3月2日 - 南口駅舎完成[5]。

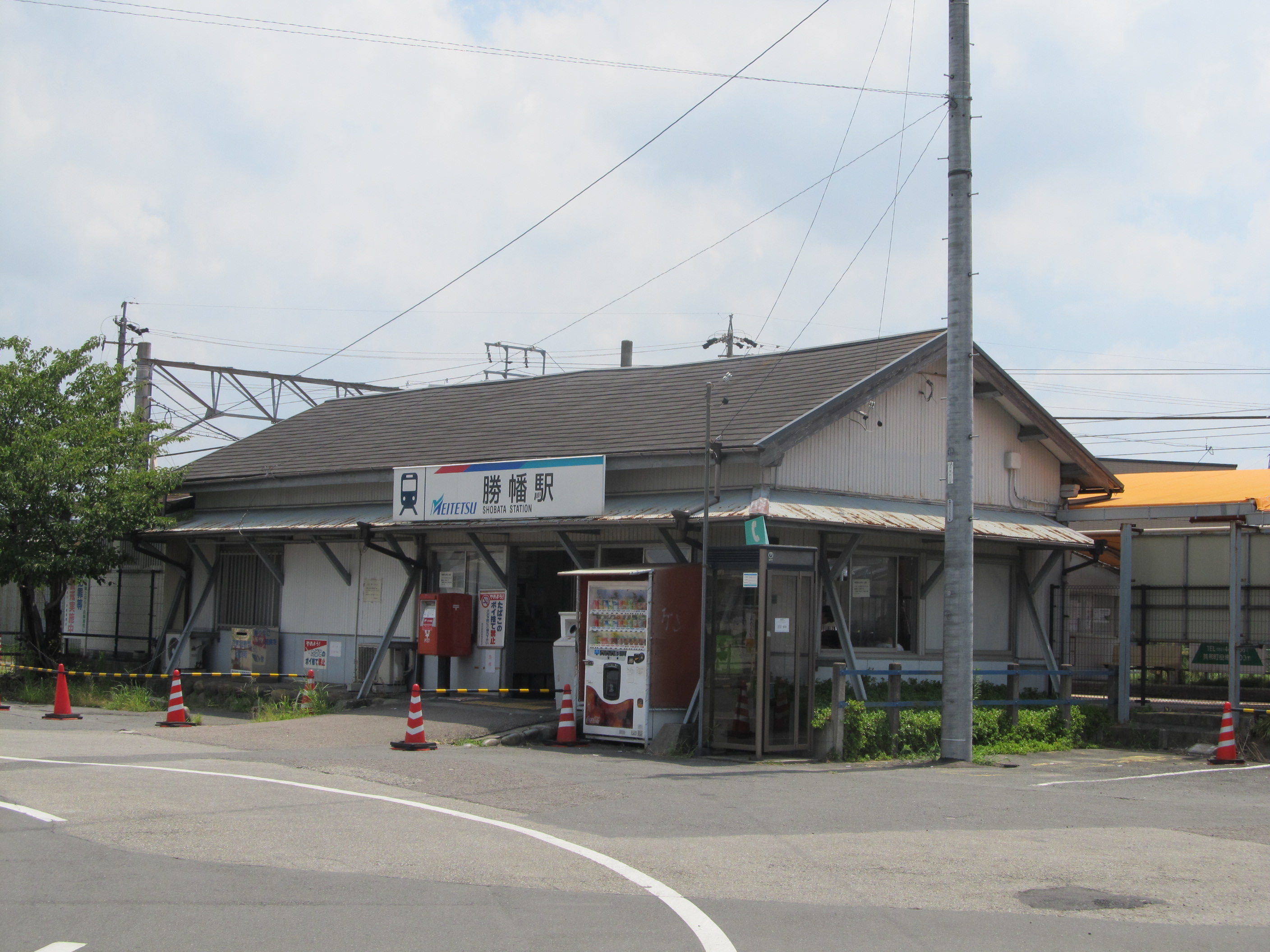
北口にあった旧駅舎 （2012年8月）

## 駅構造
相対式2面2線のホームを持つ地上駅。駅集中管理システムが導入された無人駅（管理駅は須ヶ口駅）である。2005年7月13日まではまで有人駅であった。ホームの有効長は津島方面が6両分、名古屋方面が8両分である。
改札口は各ホームの津島寄りに1箇所ずつあり、付近には自動券売機（新規manaca通勤定期乗車券及び継続manaca定期乗車券の購入にも対応しているが、7:00~22:00以外の時間帯は名鉄ミューズカードでの決済は不可能である）と自動精算機（ICカードの積み増し等も可能）を1台ずつ備えている。互いのホームは津島寄りにある跨線橋で行き来ができるが、エレベーターなどの昇降設備は設置されていない。
元々は改札口が1箇所（現在の北改札口）のみであったが、2009年から進められた駅周辺整備事業の一環として、北側の駅舎の建て替えおよび南側駅舎の新設が行われ、2014年（平成26年）3月24日に完工式が行われた。
| 番線 | 路線      | 方向 | 行先                         |
| ---- | --------- | ---- | ---------------------------- |
| 1    | TB 津島線 | 下り | 津島・弥富方面               |
| 2    | TB 津島線 | 上り | 須ケ口・名鉄名古屋・金山方面 |

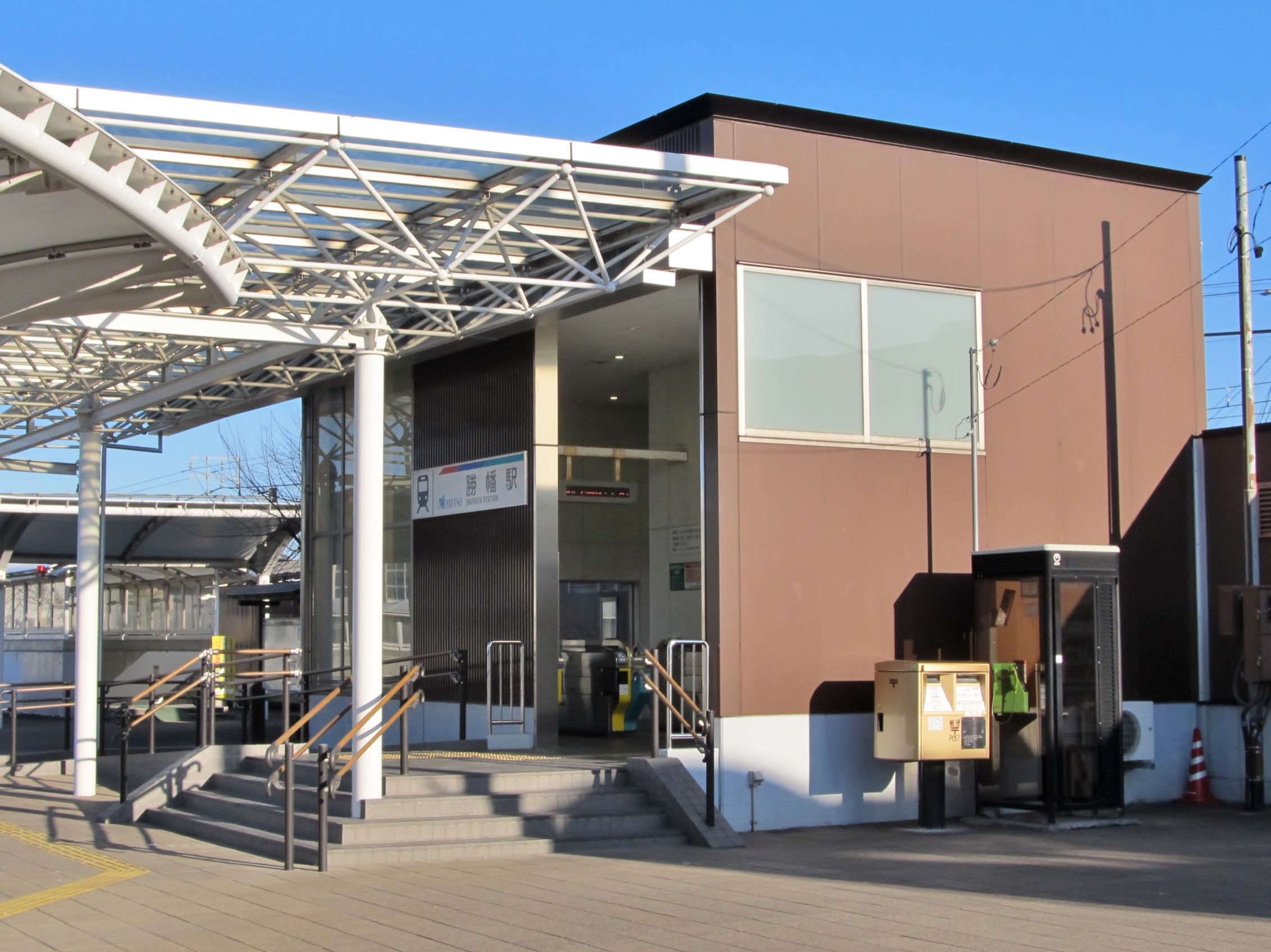
北口駅舎
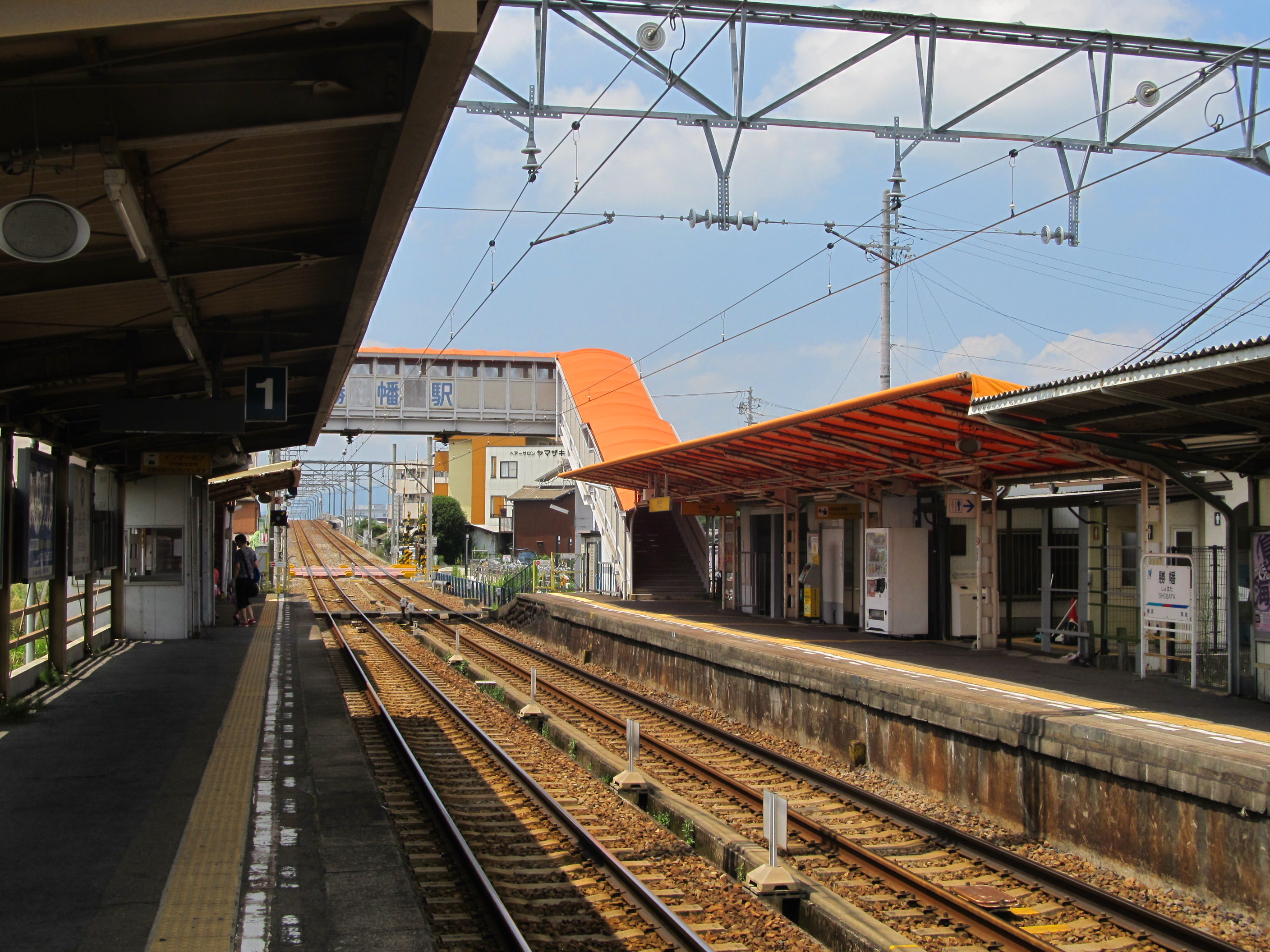
ホーム
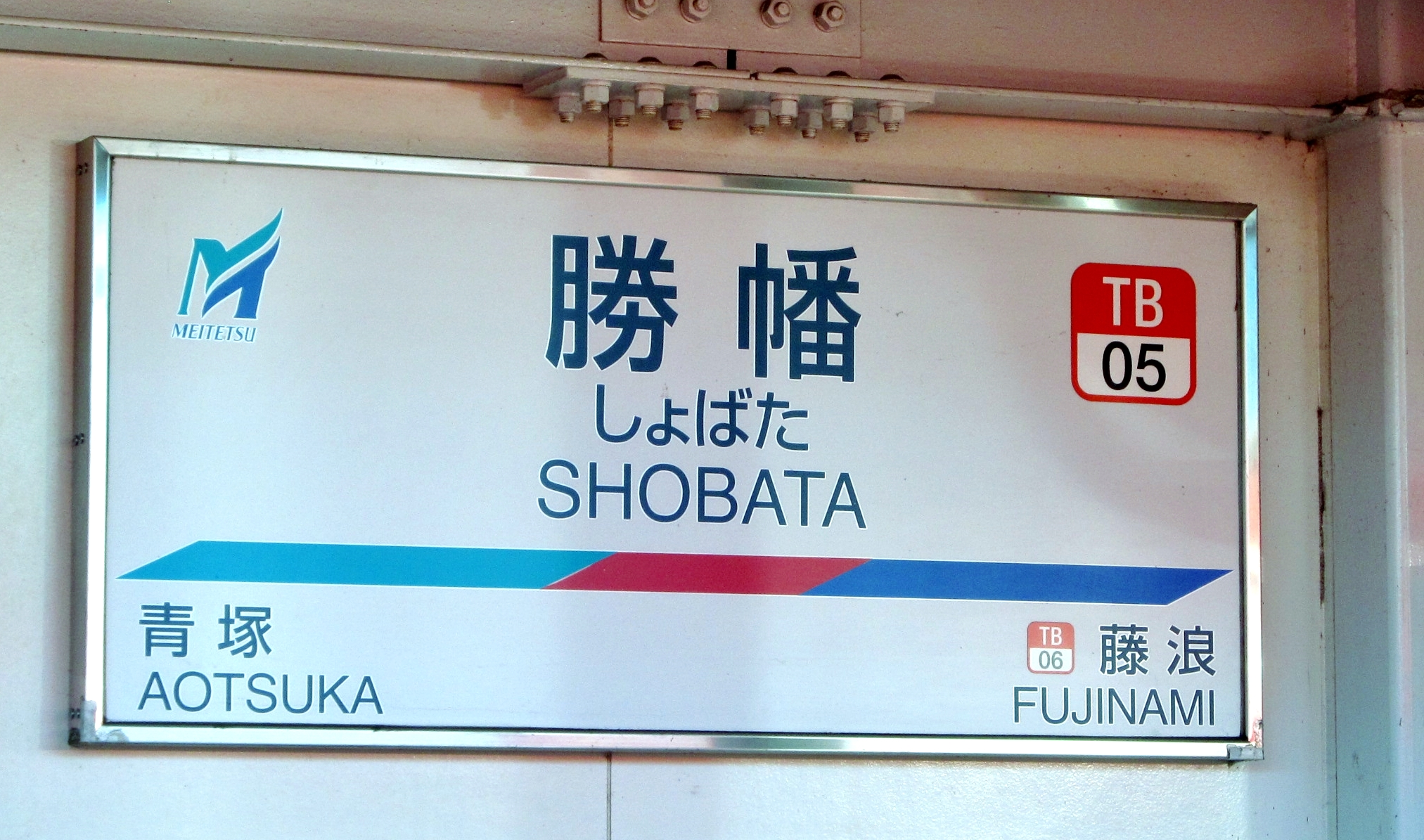
駅名標

### 配線図
| ← 津島・ 弥富方面 | 勝幡駅 構内配線略図 | → 須ヶ口・ 名古屋方面 |
| 凡例 出典:        |                     |                       |

## 利用状況
- 『名鉄120年：近20年のあゆみ』によると2013年度当時の1日平均乗降人員は4,272人であり、この値は名鉄全駅（275駅）中100位、津島線（8駅）中6位であった[12]。
- 『名古屋鉄道百年史』によると1992年度当時の1日平均乗降人員は5,282人であり、この値は岐阜市内線均一運賃区間内各駅（岐阜市内線・田神線・美濃町線徹明町駅 - 琴塚駅間）を除く名鉄全駅（342駅）中82位、津島線（8駅）中5位であった[13]。
- 『愛知県統計年鑑』によると2007年度（平成19年度）の1日平均乗車人員は2,311人、2008年度（平成20年度）は2,270人だった。
- 「愛西市の統計」、「移動等円滑化取組報告書」によると、各年度の1日平均乗降人員は以下の通り[14][15]。

| 年度   | 1日平均 乗降人員 |
| ------ | ---------------- |
| 2002年 | 4,928            |
| 2003年 | 4,841            |
| 2004年 | 4,753            |
| 2005年 | 4,798            |
| 2006年 | 4,747            |
| 2007年 | 4,639            |
| 2008年 | 4,552            |
| 2009年 | 4,396            |
| 2010年 | 4,291            |
| 2011年 | 4,232            |
| 2012年 | 4,195            |
| 2013年 | 4,272            |
| 2014年 | 4,343            |
| 2015年 | 4,518            |
| 2016年 | 4,466            |
| 2017年 | 4,523            |
| 2018年 | 4,538            |
| 2019年 | 4,584            |
| 2020年 | 3,641            |

特急・急行・準急が停車するが、通過する七宝駅、藤浪駅より利用者が少ない。

## 駅周辺

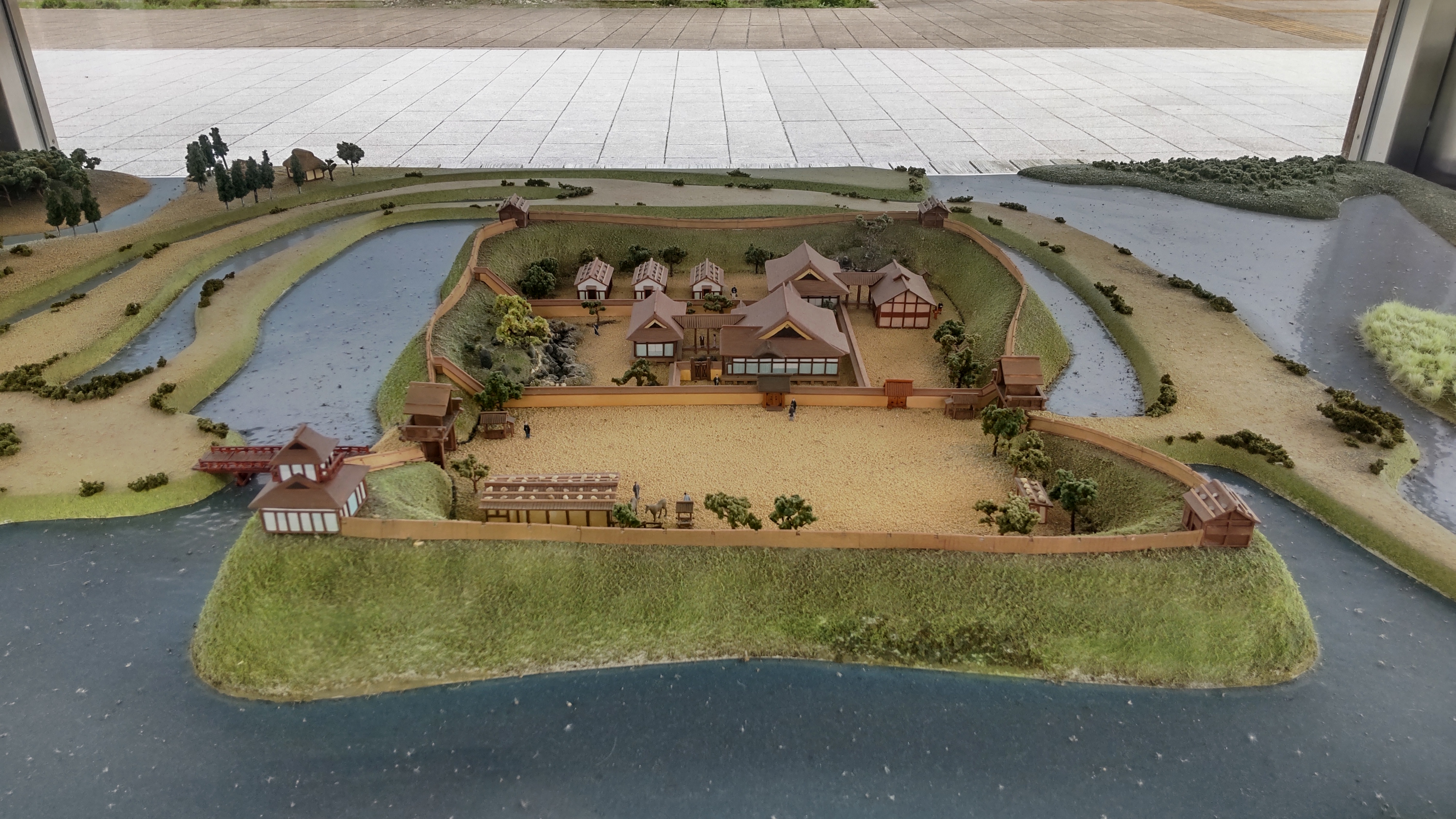
勝幡城推定復元模型

- 勝幡城跡 - 駅前の東屋に勝幡城の推定復元模型が展示されている。
- 愛西市立勝幡小学校
- 佐織勝幡郵便局
- 大垣共立銀行佐織支店
- ヨシヅヤ愛西勝幡店
- MEGAドン・キホーテUNY勝幡店
- ホームセンターバロー勝幡店（旧・フジヤホームセンター）

また、北口付近のポストは2020年東京オリンピックの野球競技で金メダル獲得に貢献した栗林良吏の地元が愛西市であることにちなみ、ゴールドポスト（第68号）を設置した(ゴールドポストプロジェクト)。

## バス路線
愛西市巡回バス
- 佐織北ルート：1日7便、日曜日・祝日・年末年始（12月28日～1月4日）は運休

稲沢市コミュニティバス
- 千代田線：国府宮駅経由 稲沢市民病院ゆき
- 平和線：稲沢市役所ゆき
  - 両路線とも1日6往復運行、日曜運休（祝日・12月29日 - 1月3日、はだか祭の日にあたる場合は運行）。
  - 当駅を境に、両路線とも連続運行を行っている。

## 隣の駅
名古屋鉄道
TB 津島線
■特急・■急行・■準急
木田駅（TB03） - 勝幡駅（TB05） - 津島駅（TB07）
■普通
青塚駅（TB04） - 勝幡駅（TB05） - 藤浪駅（TB06）